# Pasees
Pasees o Pàseas (en grec antic Πασέας) va ser tirà de la polis grega de Sició, al segle III aC.
Era el pare d'Abàntides, també tirà de Sició, al que va succeir quan aquest va morir assassinat pels habitants de la ciutat mentre tenia un debat filosòfic a l'àgora. Va morir a mans de Nicocles, que es va fer amb la tirania l'any 251 aC.